# Coptomia corrugata
Coptomia corrugata är en skalbaggsart som beskrevs av Thierry Bourgoin 1920. Coptomia corrugata ingår i släktet Coptomia och familjen Cetoniidae. Inga underarter finns listade i Catalogue of Life.